# Кіліан Мбаппе
Кіліа́н Мбаппе́ Лотте́н (фр. Kylian Mbappé Lottin; нар. 20 грудня 1998, Париж, Франція) — французький футболіст, який виступає на позиції нападника за «Реал Мадрид» і збірну Франції. Чемпіон світу 2018 року. Віцечемпіон світу 2022 року.

## Раннє життя
Кіліан Мбаппе Лоттен народився 20 грудня 1998 року в 19-му окрузі Парижа та виріс у Бонді, Сена-Сен-Дені, комуні, що розташована за 10,9 км (6,8 милі) від центру Парижа. 
Його батько, Вільфрід, родом з Камеруну, і, крім того, що є агентом Мбаппе, є футбольним тренером, в той час як його мати, Файза Ламарі, походить з алжирського народу Кабіле і є колишньою гандболісткою.
Мбаппе є практикуючим християнином. У нього є молодший брат, Етан, який грав за команду «Парі Сен-Жермен» до 16 років у 2021 році. Зведений брат Мбаппе, Жирес Кембо Екоко, також є професійним футболістом. У дитинстві Кіліан Мбаппе ходив до приватної католицької школи в Бонді, де вважався академічно обдарованим, але недисциплінованим. У дитинстві його кумирами були Зінедін Зідан, Роналду Назаріо та Кріштіану Роналду. Певний час у дитинстві у нього була няня, вся сім'я якої була фанатами "Мілана", від якої Мбаппе одного разу отримав у подарунок футболку з 70-м номером Робінью. Проте ще в дитинстві Мбаппе прагнув виступати за мадридський "Реал".

## Клубна кар'єра

### «Монако» (2013–2017)
Починав займатися футболом в академії «Клерфонтен». У 2013 році перебрався в систему «Монако». У 2015 році дебютував у дорослому футболі: 2 грудня в матчі чемпіонату Франції проти «Кана» він замінив на 88-й хвилині Фабіу Коентрау. Після цього матчу Кіліана почали регулярно залучати до матчів «Монако». 10 грудня дебютував у єврокубках у матчі Ліги Європи з «Тоттенгем Готспур» і відзначився в ньому гольовою передачею.
У сезоні 2016/17 юний нападник не лише отримав регулярне місце в основній команді «Монако», але й став її другим найкращим бомбардиром, забивши 26 голів, у тому числі 15 у чемпіонаті, і поступившись за цим показником лише Радамелю Фалькао, який 30 разів вражав ворота суперників.

### «Парі Сен-Жермен» (2017–2024)
31 серпня 2017 року 18-річний гравець перейшов на умовах оренди до «Парі Сен-Жермен». При цьому за неофіційною інформацією угода передбачала можливість викупу його трансферу за 145 мільйонів євро (плюс 35 мільйонів у вигляді можливих бонусів), що потенційно зробило його другим найдорожчим футболістом світу після партнера по ПСЖ Неймара.
У складі паризької команди Мбаппе не загубився серед зіркової лінії нападу й у своєму першому сезоні забив 13 голів у чемпіонаті, що стало третім результатом серед гравців ПСЖ після Едінсона Кавані (28) і того ж Неймара (19).
За підсумками сезону 2018/2019 рр. забивши 33 голи (29 матчів) Кіліан Мбаппе посів друге місце у боротьбі за «Золотий бутс», поступившись лише Ліонелю Мессі, на рахунку якого 36 забитих м'ячів.
23 жовтня 2019 року Кіліан Мбаппе відзначився хет-триком після виходу на заміну у матчі групового етапу Ліги Чемпіонів проти Брюгге. Француз став наймолодшим гравцем за всю історію Ліги чемпіонів, який забив у турнірі 15 голів (всього 17 голів). Цієї позначки він досяг у віці 20 років і 302 днів, раніше цей рекорд належав нападнику «Барселони» Ліонелю Мессі, який забив свій 15-й гол у Лізі чемпіонів у віці 21 рік і 289 днів.
7 травня 2020 року Мбаппе був визнаний найкращим бомбардиром чемпіонату Франції, вдруге поспіль отримавши «Золоту бутсу».

### «Реал» (Мадрид) (2024–)
19 лютого 2024 року видання Marca повідомило про домовленість Мбаппе з мадридським «Реалом»: начебто сторони уклали угоду на п'ять років, яка набуде чинності 1 липня 2024 року, попри те, що влітку 2023 року президент Франції просив футболіста залишитись у команді як мінімум до Олімпійських ігор у Парижі. 10 травня у соцмережі X Мбаппе оголосив про звільнення з ПСЖ після закінчення сезону, але не назвав нову команду. Згодом видання Le Parisien повідомило про бійку між футболістом та президентом клубу «Парі Сен-Жермен» Нассером Аль-Хелаїфі перед матчем з «Тулузою»; однак цю інформацію заперечили, за даними Marca, «відбулася розмова на підвищених тонах, але сутички не було». 14 травня 2024 року президент іспанської Ла Ліги Хав'єр Тебас підтвердив перехід французького нападника в мадридський «Реал».

## Виступи за збірну
Влітку 2016 року у складі збірної до 19 років виграв юнацьке Євро-2016, забивши на турнірі 5 голів.
Мбаппе дебютував у складі національної збірної Франції 25 березня 2017 року в матчі відбіркового турніру до чемпіонату світу 2018 року проти збірної Люксембургу. У віці 18 років та 95 днів він став наймолодшим гравцем в історії французької збірної після Мар'яна Виснєського.
19-річного тоді гравця включили до заявки національної команди для участі у чемпіонаті світу 2018 року, де він став переможцем турніру разом зі своєю збірною. Крім того Кіліана визнали найкращим молодим гравцем чемпіонату.

## Статистика виступів

### Статистика клубних виступів
Станом на 25 травня 2024 року
| Клуб              | Сезон             | Чемпіонат | Чемпіонат | Чемпіонат | Кубок країни | Кубок країни | Кубок країни | Кубок ліги | Кубок ліги | Кубок ліги | Контин. турніри | Контин. турніри | Контин. турніри | Контин. турніри | Інші | Інші | Інші | Всього | Всього | Всього | Середня результа- тивність | Гол+пас за матч |
| Клуб              | Сезон             | Ігри      | Голи      | Паси      | Ігри         | Голи         | Паси         | Ігри       | Голи       | Паси       | Турнір          | Ігри            | Голи            | Паси            | Ігри | Голи | Паси | Ігри   | Голи   | Паси   | Середня результа- тивність | Гол+пас за матч |
| ----------------- | ----------------- | --------- | --------- | --------- | ------------ | ------------ | ------------ | ---------- | ---------- | ---------- | --------------- | --------------- | --------------- | --------------- | ---- | ---- | ---- | ------ | ------ | ------ | -------------------------- | --------------- |
| «Монако»          | 2015–2016         | 11        | 1         | 1         | 1            | 0            | 1            | 1          | 0          | 0          | ЛЄ              | 1               | 0               | 1               | —    | —    | —    | 14     | 1      | 3      | 0.07                       | 0.29            |
| «Монако»          | 2016–2017         | 29        | 15        | 8         | 3            | 2            | 3            | 3          | 3          | 0          | ЛЧ              | 9               | 6               | 0               | —    | —    | —    | 44     | 26     | 11     | 0.59                       | 0.84            |
| «Монако»          | 2017–2018         | 1         | 0         | 0         | —            | —            | —            | —          | —          | —          | —               | —               | —               | —               | 1    | 0    | 0    | 2      | 0      | 0      | 0                          | 0               |
| «Монако»          | Всього            | 41        | 16        | 9         | 4            | 2            | 4            | 4          | 3          | 0          |                 | 10              | 6               | 1               | 1    | 0    | 0    | 60     | 27     | 14     | 0.45                       | 0.68            |
| «Парі Сен-Жермен» | 2017–2018         | 27        | 13        | 7         | 5            | 4            | 3            | 4          | 0          | 2          | ЛЧ              | 8               | 4               | 3               | —    | —    | —    | 44     | 21     | 15     | 0.48                       | 0.82            |
| «Парі Сен-Жермен» | 2018–2019         | 29        | 33        | 6         | 4            | 2            | 3            | 2          | 0          | 0          | ЛЧ              | 8               | 4               | 4               | —    | —    | —    | 43     | 39     | 13     | 0.91                       | 1.21            |
| «Парі Сен-Жермен» | 2019–2020         | 20        | 18        | 5         | 3            | 4            | 1            | 3          | 2          | 3          | ЛЧ              | 10              | 5               | 5               | 1    | 1    | 0    | 37     | 30     | 14     | 0.81                       | 1.19            |
| «Парі Сен-Жермен» | 2020–2021         | 31        | 27        | 7         | 5            | 7            | 1            | -          | -          | -          | ЛЧ              | 10              | 8               | 3               | 1    | 0    | 0    | 47     | 42     | 11     | 0.89                       | 1.13            |
| «Парі Сен-Жермен» | 2021–2022         | 35        | 28        | 17        | 3            | 5            | 0            | -          | -          | -          | ЛЧ              | 8               | 6               | 4               | 0    | 0    | 0    | 46     | 39     | 21     | 0.85                       | 1.3             |
| «Парі Сен-Жермен» | 2022–2023         | 34        | 29        | 6         | 1            | 5            | 1            | -          | -          | -          | ЛЧ              | 8               | 7               | 3               | -    | -    | -    | 43     | 41     | 10     | 0.95                       | 1.19            |
| «Парі Сен-Жермен» | 2023–2024         | 29        | 27        | 7         | 6            | 8            | 3            | -          | -          | -          | ЛЧ              | 12              | 8               | 0               | 1    | 1    | 0    | 48     | 44     | 10     | 0.92                       | 1.13            |
| «Парі Сен-Жермен» | Всього            | 205       | 175       | 55        | 27           | 35           | 12           | 9          | 2          | 5          |                 | 64              | 42              | 22              | 3    | 2    | 0    | 308    | 256    | 94     | 0.83                       | 1.14            |
| Всього за кар'єру | Всього за кар'єру | 246       | 191       | 64        | 31           | 37           | 16           | 13         | 5          | 5          |                 | 74              | 48              | 23              | 4    | 2    | 0    | 368    | 283    | 108    | 0.77                       | 1.06            |

### Статистика виступів за збірну
Станом на 5 червня 2024 року
| Дата       | Місто            | Господарі            | Результат               | Гості                | Турнір                                    | Голи | Примітки |
| ---------- | ---------------- | -------------------- | ----------------------- | -------------------- | ----------------------------------------- | ---- | -------- |
| 25-3-2017  | Люксембург       | Люксембург           | 1 – 3                   | Франція              | Відбір до ЧС 2018                         | -    | 78'      |
| 28-3-2017  | Сен-Дені         | Франція              | 0 – 2                   | Іспанія              | товариський матч                          | -    | 65'      |
| 9-6-2017   | Стокгольм        | Швеція               | 2 – 1                   | Франція              | Відбір до ЧС 2018                         | -    | 76'      |
| 13-6-2017  | Сен-Дені         | Франція              | 3 – 2                   | Англія               | товариський матч                          | -    |          |
| 31-8-2017  | Сен-Дені         | Франція              | 4 – 0                   | Нідерланди           | Відбір до ЧС 2018                         | 1    | 75'      |
| 3-9-2017   | Тулуза           | Франція              | 0 – 0                   | Люксембург           | Відбір до ЧС 2018                         | -    | 59'      |
| 7-10-2017  | Софія            | Болгарія             | 0 – 1                   | Франція              | Відбір до ЧС 2018                         | -    | 85'      |
| 10-10-2017 | Сен-Дені         | Франція              | 2 – 1                   | Білорусь             | Відбір до ЧС 2018                         | -    | 61'      |
| 10-11-2017 | Сен-Дені         | Франція              | 2 – 0                   | Уельс                | товариський матч                          | -    | 84'      |
| 14-11-2017 | Кельн            | Німеччина            | 2 – 2                   | Франція              | товариський матч                          | -    |          |
| 23-3-2018  | Сен-Дені         | Франція              | 2 – 3                   | Колумбія             | товариський матч                          | -    | 76'      |
| 27-3-2018  | Санкт-Петербург  | Росія                | 1 – 3                   | Франція              | товариський матч                          | 2    | 77'      |
| 28-5-2018  | Сен-Дені         | Франція              | 2 – 0                   | Ірландія             | товариський матч                          | -    | 77'      |
| 1-6-2018   | Ніцца            | Франція              | 3 – 1                   | Італія               | товариський матч                          | -    | 82'      |
| 9-6-2018   | Десін-Шарп'є     | Франція              | 1 – 1                   | США                  | товариський матч                          | 1    | 88'      |
| 16-6-2018  | Казань           | Франція              | 2 – 1                   | Австралія            | ЧС 2018 - груповий етап                   | -    |          |
| 21-6-2018  | Єкатеринбург     | Франція              | 1 – 0                   | Перу                 | ЧС 2018 - груповий етап                   | 1    | 75'      |
| 26-6-2018  | Москва           | Данія                | 0 – 0                   | Франція              | ЧС 2018 - груповий етап                   | -    | 78'      |
| 30-6-2018  | Казань           | Франція              | 4 – 3                   | Аргентина            | ЧС 2018 - 1/8 фіналу                      | 2    | 89'      |
| 6-7-2018   | Нижній Новгород  | Уругвай              | 0 – 2                   | Франція              | ЧС 2018 - чвертьфінал                     | -    | 69' 87'  |
| 10-7-2018  | Санкт-Петербург  | Франція              | 1 – 0                   | Бельгія              | ЧС 2018 - півфінал                        | -    | 90+2'    |
| 15-7-2018  | Москва           | Франція              | 4 – 2                   | Хорватія             | ЧС 2018 - Фінал                           | 1    |          |
| 6-9-2018   | Мюнхен           | Німеччина            | 0 – 0                   | Франція              | Ліга націй УЄФА 2018—2019 - груповий етап | -    |          |
| 9-9-2018   | Сен-Дені         | Франція              | 2 – 1                   | Нідерланди           | Ліга націй УЄФА 2018—2019 - груповий етап | 1    |          |
| 11-10-2018 | Генгам           | Франція              | 2 – 2                   | Ісландія             | товариський матч                          | 1    | 60'      |
| 16-10-2018 | Сен-Дені         | Франція              | 2 – 1                   | Німеччина            | Ліга націй УЄФА 2018—2019 - груповий етап | -    | 86'      |
| 16-11-2018 | Роттердам        | Нідерланди           | 2 – 0                   | Франція              | Ліга націй УЄФА 2018—2019 - груповий етап | -    |          |
| 20-11-2018 | Сен-Дені         | Франція              | 1 – 0                   | Уругвай              | товариський матч                          | -    | 36'      |
| 22-3-2019  | Кишинів          | Молдова              | 1 – 4                   | Франція              | Відбір до ЧЄ 2020                         | 1    | 90+1'    |
| 25-3-2019  | Сен-Дені         | Франція              | 4 – 0                   | Ісландія             | Відбір до ЧЄ 2020                         | 1    |          |
| 4-6-2019   | Нант             | Франція              | 2 – 0                   | Болівія              | товариський матч                          | -    | 46'      |
| 8-6-2019   | Конья            | Туреччина            | 2 – 0                   | Франція              | Відбір до ЧЄ 2020                         | -    |          |
| 11-6-2019  | Андорра-ла-Велья | Андорра              | 0 – 4                   | Франція              | Відбір до ЧЄ 2020                         | 1    |          |
| 14-11-2019 | Сен-Дені         | Франція              | 2 – 1                   | Молдова              | Відбір до ЧЄ 2020                         | -    |          |
| 5-9-2020   | Сульна           | Швеція               | 0 – 1                   | Франція              | Ліга націй УЄФА 2020—2021 - груповий етап | 1    | 77'      |
| 7-10-2020  | Сен-Дені         | Франція              | 7 – 1                   | Україна              | товариський матч                          | 1    | 46'      |
| 11-10-2020 | Сен-Дені         | Франція              | 0 – 0                   | Португалія           | Ліга націй УЄФА 2020—2021 - груповий етап | -    | 84'      |
| 14-10-2020 | Загреб           | Хорватія             | 1 – 2                   | Франція              | Ліга націй УЄФА 2020—2021 - груповий етап | 1    |          |
| 17-11-2020 | Сен-Дені         | Франція              | 4 – 2                   | Швеція               | Ліга націй УЄФА 2020—2021 - груповий етап | -    | 57'      |
| 24-3-2021  | Сен-Дені         | Франція              | 1 – 1                   | Україна              | Відбір до ЧС 2022                         | -    | 77'      |
| 28-3-2021  | Астана           | Казахстан            | 0 – 2                   | Франція              | Відбір до ЧС 2022                         | -    | 59'      |
| 31-3-2021  | Сараєво          | Боснія і Герцеговина | 0 – 1                   | Франція              | Відбір до ЧС 2022                         | -    |          |
| 2-6-2021   | Ніцца            | Франція              | 3 – 0                   | Уельс                | товариський матч                          | 1    | 73'      |
| 8-6-2021   | Сен-Дені         | Франція              | 3 – 0                   | Болгарія             | товариський матч                          | -    | 84'      |
| 15-6-2021  | Мюнхен           | Франція              | 1 – 0                   | Німеччина            | ЧЄ 2020 - груповий етап                   | -    |          |
| 19-6-2021  | Будапешт         | Угорщина             | 1 – 1                   | Франція              | ЧЄ 2020 - груповий етап                   | -    |          |
| 23-6-2021  | Будапешт         | Португалія           | 2 – 2                   | Франція              | ЧЄ 2020 - груповий етап                   | -    |          |
| 28-6-2021  | Бухарест         | Франція              | 3 – 3 д.ч. (4 – 5 п.п.) | Швейцарія            | ЧЄ 2020 - 1/8 фіналу                      | -    |          |
| 1-9-2021   | Сен-Дені         | Франція              | 1 – 1                   | Боснія і Герцеговина | Відбір до ЧС 2022                         | -    | 76'      |
| 7-10-2021  | Турин            | Бельгія              | 2 – 3                   | Франція              | Ліга націй УЄФА 2020—2021 - півфінал      | 1    |          |
| 10-10-2021 | Мілан            | Іспанія              | 1 – 2                   | Франція              | Ліга націй УЄФА 2020—2021 - фінал         | 1    | 90'      |
| 13-11-2021 | Париж            | Франція              | 8 – 0                   | Казахстан            | Відбір до ЧС 2022                         | 4    | 89'      |
| 16-11-2021 | Гельсінкі        | Фінляндія            | 0 – 2                   | Франція              | Відбір до ЧС 2022                         | 1    |          |
| 29-3-2022  | Вільнев-д'Аск    | Франція              | 5 – 0                   | ПАР                  | товариський матч                          | 2    |          |
| 3-6-2022   | Сен-Дені         | Франція              | 1 – 2                   | Данія                | Ліга націй УЄФА 2022—2023 - груповий етап | -    | 46'      |
| 10-6-2022  | Відень           | Австрія              | 1 – 1                   | Франція              | Ліга націй УЄФА 2022—2023 - груповий етап | 1    | 63'      |
| 13-6-2022  | Сен-Дені         | Франція              | 0 – 1                   | Хорватія             | Ліга націй УЄФА 2022—2023 - груповий етап | -    |          |
| 22-9-2022  | Сен-Дені         | Франція              | 2 – 0                   | Австрія              | Ліга націй УЄФА 2022—2023 - груповий етап | 1    | 90+2'    |
| 25-9-2022  | Копенгаген       | Данія                | 2 – 0                   | Франція              | Ліга націй УЄФА 2022—2023 - груповий етап | -    |          |
| 22-11-2022 | Ель-Вакра        | Франція              | 4 – 1                   | Австралія            | ЧС 2022 - груповий етап                   | 1    |          |
| 26-11-2022 | Доха             | Франція              | 2 – 1                   | Данія                | ЧС 2022 - груповий етап                   | 2    |          |
| 30-11-2022 | Ер-Раян          | Туніс                | 1 – 0                   | Франція              | ЧС 2022 - груповий етап                   | -    | 63'      |
| 4-12-2022  | Доха             | Франція              | 3 – 1                   | Польща               | ЧС 2022 - 1/8 фіналу                      | 2    |          |
| 10-12-2022 | Ель-Хаур         | Англія               | 1 – 2                   | Франція              | ЧС 2022 - чвертьфінал                     | -    |          |
| 14-12-2022 | Ель-Хаур         | Франція              | 2 – 0                   | Марокко              | ЧС 2022 - півфінал                        | -    |          |
| 18-12-2022 | Лусаїл           | Аргентина            | 3 – 3 д.ч. (4 – 2 п.п.) | Франція              | ЧС 2022 - фінал                           | 3    |          |
| 24-3-2023  | Сен-Дені         | Франція              | 4 – 0                   | Нідерланди           | Відбір до ЧЄ 2024                         | 2    |          |
| 27-3-2023  | Дублін           | Ірландія             | 0 – 1                   | Франція              | Відбір до ЧЄ 2024                         | -    |          |
| 16-6-2023  | Фару             | Гібралтар            | 0 – 3                   | Франція              | Відбір до ЧЄ 2024                         | 1    |          |
| 19-6-2023  | Сен-Дені         | Франція              | 1 – 0                   | Греція               | Відбір до ЧЄ 2024                         | 1    |          |
| 7-9-2023   | Париж            | Франція              | 2 – 0                   | Ірландія             | Відбір до ЧЄ 2024                         | -    |          |
| 13-10-2023 | Ейндговен        | Нідерланди           | 1 – 2                   | Франція              | Відбір до ЧЄ 2024                         | 2    | 90+6'    |
| 17-10-2023 | Вільнев-д'Аск    | Франція              | 4 – 1                   | Шотландія            | товариський матч                          | 1    | 87'      |
| 18-11-2023 | Ніцца            | Франція              | 14 – 0                  | Гібралтар            | Відбір до ЧЄ 2024                         | 3    |          |
| 21-11-2023 | Афіни            | Греція               | 2 – 2                   | Франція              | Відбір до ЧЄ 2024                         | -    | 64'      |
| 23-3-2024  | Ліон             | Франція              | 0 – 2                   | Німеччина            | товариський матч                          | -    | 68'      |
| 26-3-2024  | Марсель          | Франція              | 3 – 2                   | Чилі                 | товариський матч                          | -    |          |
| 5-6-2024   | Мец              | Франція              | 3 – 0                   | Люксембург           | товариський матч                          | 1    |          |
| Усього     |                  | Матчів               | 78                      |                      | Голів (3 місце)                           | 47   |          |

## Досягнення

### Збірна
- Чемпіон світу (1): 2018
- Віцечемпіон світу (1): 2022
- Чемпіон Європи (U-19) (1): 2016
- Переможець Ліги націй УЄФА: 2021-22

### Клубні
- Чемпіон Франції (7):

«Монако»: 2016-17
«Парі Сен-Жермен»: 2017-18, 2018-19, 2019-20, 2021-22, 2022-23, 2023-24
- Володар Кубка Франції (4):

«Парі Сен-Жермен»: 2017-18, 2019-20, 2020-21, 2023-24
- Володар Кубка французької ліги (2):

«Парі Сен-Жермен»: 2017-18, 2019-20
- Володар Суперкубка Франції (5):

«Парі Сен-Жермен»: 2018, 2019, 2020, 2022, 2023
«Реал Мадрид»
Володар Суперкубка УЄФА (1): 2024
Міжконтинентальний кубок ФІФА (1): 2024

### Особисті
- Найкращий бомбардир Чемпіонату Франції (6): 2018-19, 2019-20, 2020-21, 2021-22, 2022-23, 2023-24
- Найкращий бомбардир Чемпіонату Іспанії (1): 2024-25
- Гравець місяця Ла-Ліги: січень 2025[26]